# 22112 Staceyraw
22112 Staceyraw este un asteroid din centura principală de asteroizi.

## Descriere
22112 Staceyraw este un asteroid din centura principală de asteroizi. A fost descoperit pe 31 august 2000 la Socorro, New Mexico, în cadrul proiectului LINEAR. Asteroidul prezintă o orbită caracterizată de o semiaxă mare de 2,36 ua, o excentricitate de 0,17 și o înclinație de 5,0° în raport cu ecliptica.